# Belle (2021)
Belle (竜とそばかすの姫, Ryū to Sobakasu no Hime) é um filme japonês do género fantasia científica realizado e escrito por Mamoru Hosoda e produzido pelo Studio Chizu, com base no conto de fadas francês La Belle et la Bête (conhecido em Portugal como A Bela e o Monstro, e no Brasil como A Bela e a Fera) da autora Jeanne-Marie Leprince de Beaumont. 
O filme estreou mundialmente na septuagésima quarta edição do Festival de Cannes a 15 de julho de 2021, onde foi bem recebido pela crítica com um intervalo de aplausos que durou catorze minutos, sendo considerado o mais longo de todos os filmes exibidos no festival. Estreou-se no Japão a 16 de julho do mesmo ano. No Brasil, o filme foi exibido no Festival do Rio em dezembro de 2021, e nos cinemas a 27 de janeiro de 2022.
Belle tornou-se o terceiro filme japonês mais visto nas bilheteiras de 2021, tendo arrecadado um total de 6,53 mil milhões de ienes, equivalentes a 56,9 milhões de dólares.

## Elenco
| Personagem                     | Elenco             | Elenco |
| Personagem                     | Japonês            |        |
| ------------------------------ | ------------------ | ------ |
| Suzu Naito/Belle               | Kaho Nakamura      |        |
| Dragão/Kei                     | Takeru Satoh       |        |
| Pai de Suzu                    | Kōji Yakusho       |        |
| Hiroka "Hiro-chan" Betsuyaku   | Lilas Ikuta        |        |
| Shinobu "Shinobu-kun" Hisatake | Ryō Narita         |        |
| Shinjiro "Kamishin" Chikami    | Shōta Sometani     |        |
| Ruka "Ruka-chan" Watanabe      | Tina Tamashiro     |        |
| Justin                         | Toshiyuki Morikawa |        |
| Okumoto                        | Fuyumi Sakamoto    |        |
| Jelinek                        | Kenjiro Tsuda      |        |
| Swan                           | Mami Koyama        |        |
| Muitarō Hitokawa/Tokoraemaru   | Mamoru Miyano      |        |
| Kita                           | Michiko Shimizu    |        |
| Yoshitani                      | Ryoko Moriyama     |        |
| Hatanaka                       | Sachiyo Nakao      |        |
| Nakai                          | Yoshimi Iwasaki    |        |
| Mãe de Suzu                    | Sumi Shimamoto     |        |
| Pai de Kei                     | Ken Ishiguro       |        |

## Produção
O filme foi produzido pelo Studio Chizu, com a ajuda de Jin Kim, o desenhador das personagens e animador veterano da Disney, e por Michael Camacho no desenho de Belle e pelo estúdio Cartoon Saloon no trabalho de base do mundo de U.

## Banda sonora
Lista de faixas
| Lista de faixas |                                                                                  |                                                                                       |                                                                  |  |
| N.º             | Título                                                                           | Intérprete(s)                                                                         | Duração                                                          |  |
| 1.              | "U" (não disponível no formato físico)                                           | millennium parade Kaho Nakamura (como "Belle")                                        | 3:07                                                             |  |
| 2.              | "Sasayuki" (ささやき)                                                            | Nakamura                                                                              | 0:28                                                             |  |
| 3.              | "Slingshot"                                                                      | Kyoto Tachibana SHS Band                                                              | 2:56                                                             |  |
| 4.              | "Tōi neiro" (遠い音色)                                                           |                                                                                       | 1:29                                                             |  |
| 5.              | "Blunt Words"                                                                    | ermhoi                                                                                | 1:18                                                             |  |
| 6.              | "Uta yo" (歌よ)                                                                  | Nakamura (como "Belle")                                                               | 3:59                                                             |  |
| 7.              | "Hakanai nichijō" (儚い日常)                                                     |                                                                                       | 0:40                                                             |  |
| 8.              | "Michibiki" (導き)                                                               | Nakamura (como "Belle")                                                               | 1:38                                                             |  |
| 9.              | "Iza, rira o kanadete utawan" (いざ、リラを奏でて歌わん; Alle Psallite Cum Luya) | Ryoko Moriyama Sachiyo Nakao Fuyumi Sakamoto Yoshimi Iwasaki Michiko Shimizu Nakamura | 0:38                                                             |  |
| 10.             | "Fama Destinata"                                                                 | Nakamura (como "Belle")                                                               | 2:18                                                             |  |
| 11.             | "Ryū" (竜)                                                                       |                                                                                       | 1:28                                                             |  |
| 12.             | "Justin" (ジャスティン; Jasutin)                                                 |                                                                                       | 1:11                                                             |  |
| 13.             | "Unveil" (アンベイル; Anbeiru)                                                   |                                                                                       | 1:33                                                             |  |
| 14.             | "Denmō kodō" (電網鼓動)                                                          |                                                                                       | 5:21                                                             |  |
| 15.             | "Ryū no shiro" (竜の城)                                                          |                                                                                       | 3:10                                                             |  |
| 16.             | "Kokoro no soba ni (Suzu)" (心のそばに(鈴))                                      | Nakamura                                                                              | 1:16                                                             |  |
| 17.             | "Tenohira no senran" (手のひらの戦乱)                                            |                                                                                       | 1:19                                                             |  |
| 18.             | "Kyōshū" (強襲)                                                                  |                                                                                       | 3:48                                                             |  |
| 19.             | "Kokoro no soba ni" (心のそばに)                                                 | Nakamura (como "Belle")                                                               | 5:03                                                             |  |
| 20.             | "#UnveilTheBeast"                                                                |                                                                                       | 1:38                                                             |  |
| 21.             | "Kyogō no kenryoku" (倨傲の権力)                                                 |                                                                                       | 2:04                                                             |  |
| 22.             | "Ryū no shiro, rán yu" (竜の城、燃ゆ)                                            |                                                                                       | 3:44                                                             |  |
| 23.             | "Hisomu shinjitsu" (潜む真実)                                                    |                                                                                       | 1:04                                                             |  |
| 24.             | "Kokoro no soba ni (Tomo-kun)" (心のそばに(知くん))                              | HANA                                                                                  | 0:48                                                             |  |
| 25.             | "Fushin" (不信)                                                                  |                                                                                       | 2:47                                                             |  |
| 26.             | "Hanarebanare no kimi e" (はなればなれの君へ)                                    | Nakamura (como "Belle")                                                               | 8:01 3:08 (parte 1) 1:06 (parte 2) 1:45 (parte 3) 2:01 (parte 4) |  |
| 27.             | "Itoguchi" (糸口)                                                                |                                                                                       | 2:14                                                             |  |
| 28.             | "Sugao" (素顔)                                                                   | Nakamura                                                                              | 2:22                                                             |  |
| 29.             | "Tadoritsuita sora" (辿り着いた空)                                               | Nakamura                                                                              | 3:02                                                             |  |
| 30.             | "Hanarebanare no kimi e (repetição)" (はなればなれの君へ (repetição))            | Nakamura (como "Belle")                                                               | 6:29                                                             |  |
| Duração total:  | Duração total:                                                                   | Duração total:                                                                        | 1:16:52 (digital) 1:13:45 (físico)                               |  |

## Recepção crítica
O filme possui um índice de aprovação de 94% no sítio eletrónico de agregador de críticas Rotten Tomatoes, baseado em dezoito críticas, e uma média ponderada de 8.80/10. No sítio Metacritic, o filme possui uma classificação de 89 de 100, com base em sete críticas, que indicam "aclamação universal".

### Prémios e nomeações
O filme foi nomeado cinco vezes nos Prémios Annie, tornando-se o filme japonês com mais nomeações, e superando os filmes A Viagem de Chihiro, Sennen Joyū (ambos de 2001), e Tenki no Ko (2019), que tiveram quatro.
| Prémio                                                           | Data da cerimónia       | Categoria                                                           | Nomeações                                                             | Resultado     | Referências |
| ---------------------------------------------------------------- | ----------------------- | ------------------------------------------------------------------- | --------------------------------------------------------------------- | ------------- | ----------- |
| Festival de Cinema de Sitges                                     | 2021                    | Grande Prémio Honorífico                                            | Mamoru Hosoda                                                         | Venceu        | [ 19 ]      |
| Festival de Cinema de Londres                                    | 2021                    | Melhor Filme                                                        | Belle                                                                 | Indicado      | [ 20 ]      |
| Associação dos Críticos de Cinema do Grande Oeste de Nova Iorque | 2021                    | Melhor Filme de Animação                                            | Belle                                                                 | Indicado      | [ 21 ]      |
| Associação dos Críticos de Cinema do Novo México                 | 2021                    | Melhor Filme de Animação                                            | Belle                                                                 | Indicado      | [ 22 ]      |
| Associação Digital das Críticas de Cinema                        | 2021                    | Melhor Filme de Animação                                            | Belle                                                                 | Indicado      | [ 23 ]      |
| Sociedade de Críticos de Cinema de Detroit                       | 6 de dezembro de 2021   | Melhor Filme de Animação                                            | Belle                                                                 | Indicado      | [ 24 ]      |
| Associação de Críticos de Cinema de Chicago                      | 15 de dezembro de 2021  | Melhor Filme de Animação                                            | Belle                                                                 | Indicado      | [ 25 ]      |
| Associação de Críticos de Cinema de Los Angeles                  | 18 de dezembro de 2021  | Melhor Filme de Animação                                            | Belle                                                                 | Segundo lugar | [ 26 ]      |
| Círculo dos Críticos de Cinema da Flórida                        | 22 de dezembro de 2021  | Melhor Filme de Animação                                            | Belle                                                                 | Indicado      | [ 27 ]      |
| Prémio dos Críticos de DiscussingFilm                            | 2022                    | Prémio do Júri de Melhor Filme                                      | Belle                                                                 | Indicado      | [ 28 ]      |
| Círculo dos Críticos de Cinema da Baía de São Francisco          | 10 de janeiro de 2022   | Melhor Filme de Animação                                            | Belle                                                                 | Indicado      | [ 29 ]      |
| Associação de Críticos de Cinema de Austin                       | 11 de janeiro de 2022   | Melhor Filme de Animação                                            | Belle                                                                 | Indicado      | [ 30 ]      |
| Associação de Críticos de Cinema de Austin                       | 11 de janeiro de 2022   | Melhor Dobragem/Animação/Interpretação Digital                      | Kaho Nakamura                                                         | Indicado      | [ 30 ]      |
| Prémios de Animé da Crunchyroll                                  | 9 de fevereiro de 2022  | Melhor Longa-metragem                                               | Belle                                                                 | Pendente      | [ 31 ]      |
| Prémios Annie                                                    | 26 de fevereiro de 2022 | Melhor Filme de Animação — Independente                             | Belle                                                                 | Pendente      | [ 32 ]      |
| Prémios Annie                                                    | 26 de fevereiro de 2022 | Conquista Notável pelos Efeitos de Animação de uma Produção Animada | Ryo Horibe, Yohei Shimozawa                                           | Pendente      | [ 32 ]      |
| Prémios Annie                                                    | 26 de fevereiro de 2022 | Conquista Notável pela Realização de um Filme de Animação           | Mamoru Hosoda                                                         | Pendente      | [ 32 ]      |
| Prémios Annie                                                    | 26 de fevereiro de 2022 | Conquista Notável pelo Argumento de um Filme de Animação            | Mamoru Hosoda                                                         | Pendente      | [ 32 ]      |
| Prémios Annie                                                    | 26 de fevereiro de 2022 | Conquista Notável pelo Desenho de Produção de um Filme de Animação  | Tomm Moore, Ross Stewart, Alice Dieudonné, Almu Redondo, Maria Pareja | Pendente      | [ 32 ]      |
| Prémios da Academia do Japão                                     | 11 de março de 2022     | Melhor Animação do Ano                                              | Belle                                                                 | Pendente      | [ 33 ]      |
| Prémios da Academia do Japão                                     | 11 de março de 2022     | Melhor Banda Sonora                                                 | Taisei Iwasaki, Ludvig Forssell, Yuta Bandoh                          | Pendente      | [ 33 ]      |
| Prémios VFX-Japan                                                | março de 2022           | Prémio de Excelência - Melhor Filme de Animação                     | Belle                                                                 | Pendente      | [ 34 ]      |